# Algis Budrys
Algis Budrys, nome completo Algirdas Jonas Budrys (Königsberg, 9 gennaio 1931 – Evanston, 9 giugno 2008), è stato un autore di fantascienza statunitense di origine lituana.

## Biografia
Figlio del console generale lituano negli Stati Uniti, Algis (Algirdas) Jonas Budrys nacque il 9 gennaio 1931 a Königsberg nella Prussia Orientale, studiò presso l'Università di Miami e successivamente alla Columbia University a New York.
Iniziò a pubblicare nel 1952 sulla rivista Astounding Science Fiction con il racconto "The High Purpose" e successivamente lavorò come curatore editoriale e manager per editori di fantascienza quali Gnome Press e Galaxy Science Fiction.
Morì di cancro nel 2008.

## Opere

### Romanzi
- Testimoni dell'uomo (False Night, 1954), ed.it. Futuro. Biblioteca di Fantascienza nº 11, 1975
- Man of Earth, 1958 [una prima e differente versione della storia apparve nel 1956 col titolo "The Man from Earth"]
  - Pianeta difficile, trad. di Mario Galli, Collana Urania nº 283, Milano, Mondadori, 3 giugno 1962; Collana Urania I Capolavori n.598, Mondadori, 6 agosto 1972; Collana Classici Fantascienza Urania n.43, Mondadori, ottobre 1981.
  - Pianeta difficile, trad. di Enzo Verrengia, Collana Urania Collezione n.259, Milano, Mondadori, 7 agosto 2024.
- Incognita uomo (Who?, 1958), ed.it. Galassia nº 64, 1966
- La torcia cadente (The Falling Torch, 1959), Galassia nº 38, 1964
- Il satellite proibito (Rogue Moon, 1960), Futuro. Biblioteca di Fantascienza nº 29, 1977
- Some Will Not Die (1961; versione aumentata e restaurata di False Night)
- Morte dell'utopia (The Iron Thorn, 1967; pubblicato a puntate su If; rivisto e pubblicato in volume col titolo The Amsirs and The Iron Thorn), ed.it. Omicron Fantascienza nº 4, 1981. Su un pianeta tetro e ostile, gli umani danno la caccia agli Amsir, uccelli umanoidi incapaci di volare, e viceversa. Dopo aver effettuato la sua prima uccisione, un giovane cacciatore viene iniziato ai segreti della società. Tuttavia, immagina che ci siano segreti che la razza umana ha completamente dimenticato, e inizia a cercare risposte.
- Progetto Terra (Michaelmas, 1977), Cosmo. Collana di fantascienza nº 80, 1978
- Impatto mortale (Hard Landing, 1993), Contenuto nella raccolta Urania Millemondi nº 43, estate 1993
- The Death Machine (2001; pubblicato originariamente come Rogue Moon, contrariamente al desiderio di Budrys)

### Antologie (narrativa, saggi e misti)
- The Unexpected Dimension (1960)
- Budrys' Inferno (1963)
- The Furious Future (1963)
- Blood and Burning (1978)
- Benchmarks: Galaxy Bookshelf (1984)
- Artigli sul domani (1987) Urania nº 1050, 1987
- Writing to the Point (1994)
- Outposts: Literatures of Milieux (1996)
- Entertainment (1997)
- The Electric Gene Machine (2000)

### Racconti
- La fine dell'estate (The End of Summer, 1954, su Astounding Science Fiction) - ed.it. Le grandi storie della fantascienza, 1987
- "Citadel" (1955)
- The Executioner (1956), ed.it. Urania nº 1050, 1987
- La guerra è finita (The War is Over, Astounding Science Fiction Feb. 1957), ed.it. in La guerra è sempre la guerra AA. VV., De Carlo Editore, 1967
- The Stoker and the Stars (come John A. Sentry, in Astounding Science Fiction Feb. 1959)
- L'immortale (The Price, The Magazine of Fantasy and Science Fiction, Feb. 1960), ed.it. SF…ERE n.15 "Speciale 1", 1981, Roma - ed.Sevagram (Torino)
- Per amore (For Love, Galaxy Science Fiction, giu. 1962, Vol. 16, No. 12, Issue 109) ed.it. Galaxy 65 Anno VI-N. 10, 1963
- Coesistenza (Be Merry, If, dic. 1966), ed.it. Urania nº 1050, 1987
- "The Master Of The Hounds" (1966) pubbl. orig. su The Saturday Evening Post, candidato al Premio Edgar.

Altri racconti tradotti in italiano
- Protezione mimetica (Protective Mimicry, 1953), in appendice a I Romanzi di Urania nº 45, 1954